# Захоплення Науру
Захоплення Науру — події часів Другої світової війни, пов'язані зі встановленням японського контролю над островом Науру.

## Передумова операції
Майже одразу після нападу на Перл-Гарбор японці з'явились на півночі островів Гілберта та облаштували там базу гідроавіації на атолі Бутарітарі. Розташований за кілька сотень кілометрів на захід одинокий острів Науру спершу не зацікавив японське командування, проте кілька разів ставав ціллю для авіанальотів.
Наприкінці лютого 1942-го австралійці провели евакуацію з Науру європейського та китайського персоналу фосфоритової копальні. На той час японці вже захопили архіпелаг Бісмарка та існувала загроза їх просування на Соломонові острови, що фактично полишало б Науру у ворожому тилу.

## Перша спроба висадки на Науру
В кінці квітня — на початку травня японські сили дійсно почали просування на Соломонових островах, а 11 травня узялись до операції проти Науру. Сформований для цього в Рабаулі на острові Нова Британія загін включав есмінці «Удзукі», «Мотідзукі», «Юдзукі», переобладнаний легкий крейсер «Кінрю-Мару», мінний загороджувач «Окіносіма», який прийняв на борт десантників (можливо відзначити, що цей корабель уже неодноразово доправляв десант — на острови Гілберта, до Рабаула, на Тулагі), переобладнаний мінний загороджувач Кьоєй-Мару (Koei Maru). Загін пройшов через протоку Святого Георгія, яка розділяє острови Нова Британія та Нова Ірландія, і увійшов до району за кілька десятків кілометрів на південний схід від останнього. Тут 12 травня о 4:39 ночі підводний човен S-42 випустив по мінному загороджувачу чотири торпеди, з яких дві чи три влучили в ціль. Юдзукі зняв із «Окіносіми» контрадмірала, що керував операцією, а інший есмінець Мочідзукі узяв торпедований корабель на буксир (за іншими даними, буксирування здійснював «Кінрю-Мару») та повів його до Буки (порт на однойменному острові біля північного завершення значно більшого острова Бугенвіль). Втім, близько 6:40 ранку «Окіносіма» затонув. До втрат додалось ремонтне судно «Мацує-Мару», що вийшло з Рабаула для допомоги мінному загороджувачу, проте було торпедоване та потоплене іншим підводним човном S-44.
Японське командування не полишало планів захоплення Науру. 12 травня до гавані Буки прибули легкий крейсер «Тацута» та мінний загороджувач «Цугару», які звільнились після скасування операції по висадці в Порт-Морсбі. 13 травня загін вирушив з Буки до Науру, при цьому додаткове дистанційне прикриття забезпечували важкі крейсери "Хагуро" та "Мьоко" у супроводі есмінців «Аріаке», «Сігуре» і «Сірацую». Втім, 15 травня надійшло повідомлення про перебування в районі за вісім сотень кілометрів на схід від Тулагі американського авіаносного з'єднання. Це були авіаносці «Ентерпрайз» та «Хорнет», які 30 квітня вийшли з Перл-Гарбору в напрямку Австралії, проте не встигли прибути в регіон до битви у Кораловому морі 8—9 травня. Тепер командувач з'єднання адмірал Німіц вирішив наблизитись до Науру, що й помітив японський розвідувальний літак. На основі цієї інформації японці відклали нову спробу захоплення Науру, тоді як американське з'єднання 16 травня змінило курс та попрямувало назад до Перл-Гарбору.

## Друга спроба висадки на Науру
17—18 серпня 1942-го американці здійснили диверсійний рейд проти Макіну, під час якого знищили дві третини його невеликого гарнізону та підірвали склад авіаційного пального. Це підштовхнуло японців до облаштування більш надійного контролю над архіпелагом Гілберта, а також до оволодіння островами Науру та Оушен.
22 серпня на Науру здійснили наліт 18 бомбардувальників, а вночі проти 23 серпня острів з відстані 3 кілометри обстріляв есмінець «Аріаке», який 20 серпня вийшов з атола Трук (розташована на сході Каролінських островів головна база Імперського флоту в регіоні). 25 серпня сформована з екіпажу «Аріаке» партія висадилась на Науру. 31 серпня її змінили прислані з Труку дві роти 43-го охоронного загону, які доправив загін із переобладнаного мінного загороджувача Кьоєй-Мару (Koei Maru), легкого крейсера «Юбарі» та есмінця «Юнагі». Після прибуття заміни «Аріаке» відбув на атол Джалуїт (Маршалові острови), звідки вирушив до Соломонових островів, де вже кілька тижнів йшла битва за Гуадалканал.
17 вересня з островів Гілберта на судні Каторі-Мару на Науру прибула рота 5-ї особливої військово-морської бази з Сайпану (Маріанські острови). Її наприкінці серпня прислали для підсилення гарнізону Макіну, а після прибуття на острови Гілберта достатніх сил (6-й батальйон морської піхоти ВМБ Йокосука) перевели на Науру.
Згодом розташовані на Науру сили звели в 67-й охоронний загін.